# Rette mich
Singles de Tokio Hotel
Schrei
(2005) Der letzte Tag
(2006)
Rette mich est le 3e single du groupe de rock allemand Tokio Hotel. Il est sorti le 10 mars 2006, extrait de l'album Schrei. La chanson Rette mich sur le single est la version de l'album Schrei so laut du kannst. Une version anglaise de la chanson existe sur l'album Scream, Rescue Me.
Une chanson au titre similaire existait déjà auparavant sur l'album Ego (2001) du groupe allemand Oomph!.

## Clip
Le clip a été tourné dans des salles insalubres et abandonnées. On peut voir le groupe sans Bill dans une pièce avec tous les murs clos. Bill apparaît tout seul dans une salle aussi close. Dans le clip Bill défie les lois de la gravité. Des objets s'envolent, des chaises se cassent. À la fin du clip le groupe apparaît dans la même salle que Bill. Et Bill retombe normalement et chante en compagnie du groupe.

## Liste des titres
- CD MAXI[1]

1. Rette mich - Video Version 3:50
2. Rette mich - Akustik Version 3:42
3. Thema Nr.1 - Demo 2003 3:14
4. Durch den Monsun - Live Video 5:40
5. Rette mich - Video 3:50

- CD 2 TITRES[1]

1. Rette mich - Radio Version 3:50
2. Rette mich - Album Version 3:42

## Charts
| Chart (2006)            | Meilleure position |
| ----------------------- | ------------------ |
| Ö3 Autriche Top 40      | 1                  |
| Allemagne Singles Chart | 1                  |
| Suisse Singles Chart    | 6                  |